# Миртети (Фрозиноне)
Миртети је насеље у Италији у округу Фрозиноне, региону Лацио.
Према процени из 2011. у насељу је живело 56 становника. Насеље се налази на надморској висини од 118 м.